# Улица Жуковского (Томск)
У́лица Жуко́вского — улица в Томске. Проходит от реки Ушайки до улицы Лебедева.

## История
В начале улицы — внеплановая застройка послевоенных годов.
Названа 18 апреля 1949 года в честь русского поэта Василия Андреевича Жуковского (1783—1852).
В. А. Жуковский связан с Томском и Томским университетом, поскольку библиотека поэта была приобретена у сына поэта П. Жуковского известным томским меценатом А. М. Сибиряковым и подарена библиотеке Университета в 1879 году. В 1991 году исследование «Библиотека В. А. Жуковского» (коллектив авторов, руководитель Ф. З. Канунова) было удостоено Государственной премии РСФСР.
Находящуюся в доме N° 20а школу № 15 окончил Сергей Вицман (1945—1966) — студент ТУСУРа, член оперативного отряда, погибший при задержании преступника (проживал на соседнем переулке Жуковского); ныне его именем называется другая улица в Томске.